# Iván Kovaliov
Iván Alexándrovich Kovaliov (en ruso: Иван Александрович Ковалёв; Sverdlovsk, 26 de julio de 1986) es un deportista ruso que compite en ciclismo en las modalidades de pista, especialista en la prueba de persecución por equipos, y ruta. Su hermano Yevgueni también compite en ciclismo en pista.
Ganó dos medallas en el Campeonato Mundial de Ciclismo en Pista, oro en 2014 y plata en 2011, y seis medallas en el Campeonato Europeo de Ciclismo en Pista entre los años 2007 y 2014.
Participó en los Juegos Olímpicos de Londres 2012, ocupando el cuarto lugar en la prueba de persecución por equipos.

## Medallero internacional
| Campeonato Mundial | Campeonato Mundial        | Campeonato Mundial | Campeonato Mundial      |
| Año                | Lugar                     | Medalla            | Competición             |
| ------------------ | ------------------------- | ------------------ | ----------------------- |
| 2011               | Apeldoorn ( Países Bajos) | Medalla de plata   | Persecución por equipos |
| 2014               | Cali ( Colombia)          | Medalla de oro     | Scratch                 |
| Campeonato Europeo |                           |                    |                         |
| Año                | Lugar                     | Medalla            | Competición             |
| 2007               | Alkmaar ( Países Bajos)   | Medalla de bronce  | Madison                 |
| 2008               | Alkmaar ( Países Bajos)   | Medalla de bronce  | Madison                 |
| 2010               | Pruszków ( Polonia)       | Medalla de plata   | Persecución por equipos |
| 2011               | Apeldoorn ( Países Bajos) | Medalla de bronce  | Persecución por equipos |
| 2013               | Apeldoorn ( Países Bajos) | Medalla de plata   | Persecución por equipos |
| 2014               | Baie-Mahault ( Francia)   | Medalla de bronce  | Persecución por equipos |

1. 1 2  Campeonato Europeo realizado sólo para la disciplina de madison.